# EUMAM RCA
Die European Union Military Advisory Mission in the Central African Republic (EUMAM RCA) war eine militärische Beratungsmission der Europäischen Union im Rahmen der Gemeinsamen Sicherheits- und Verteidigungspolitik (GSVP) in der Zentralafrikanischen Republik.
 Sie begann im März 2015 und endete im Juli 2016, als sie von der EU-Mission EUTM RCA abgelöst wurde.

## Mandat
Am 16. März 2015 startete die EU die militärische Beratungsmission EUMAM RCA als Nachfolgerin der EU-Mission EUFOR RCA. Ziel der Mission war die Unterstützung der Regierung der Zentralafrikanischen Republik bei der Reform ihrer Streitkräfte hin zu einer professionellen, demokratisch kontrollierten und ethnisch diversifizierten Armee. Hierbei arbeitete sie eng mit der ebenfalls vor Ort ansässigen UN-Friedensmission MINUSCA zusammen. Ein Kampfauftrag bestand jedoch nicht.

## Struktur
Das Hauptquartier befand sich in Bangui, der Hauptstadt der Zentralafrikanischen Republik. Leiter der Mission war der französische Brigadegeneral Dominique Laugel, der ca. 70 Militärangehörige befehligte. 
Die Kosten beliefen sich auf ca. 7,9 Mio. Euro.